# Граф Татта
Граф Татта — пример кубического полиэдрального графа, не являющегося гамильтоновым.
Таким образом, он служит контрпримером к гипотезе Тэйта, предполагавшей, что любой 3-регулярный многогранник имеет гамильтонов цикл.
Построен Уильямом Таттом в 1946 году.
Позднее найдены и другие контрпримеры, в большинстве случаев опирающиеся на теорему Гринберга. 

## Построение
Граф Татта, состоит из трёх одинаковых кусков, так называемых фрагментов Татта.
Фрагмент обладает свойством, что из трёх выходящих из него рёбер одно обязательно присутствует в гамильтоновом цикле в любом графе с таким фрагментом.
«Обязательные» рёбра фрагмента подходят к центральной вершине.
Поскольку любой гамильтонов цикл может использовать лишь два из них, гамильтонова цикла не существует.
Полученный граф является 3-связным и планарным, так что по теореме Штайница этот граф является графом многогранника. Граф имеет 25 граней.
Геометрически может быть получен из тетраэдра (каждая грань которого соответствует четырём большим граням с 9 рёбрами, три из которых находятся между парами фрагментов, а четвёртая образует внешнюю грань) путём многократного отсечения трёх его вершин.

## Свойства
- Имеет 46 вершин и 69 рёбер.
- Хроматическое число графа равно 3,
- Хроматический индекс равно 3,
- обхват равен 4
- Диаметр равен 8.
- Граф является 3-связным и планарным. Значит по теореме Штайница этот граф является графом многогранника. (Число граней равно 25.)
- Группа автоморфизмов графа Татта — {\displaystyle \mathbb {Z} /3\mathbb {Z} }, циклическая группа третьего порядка.
- Характеристический многочлен графа:
{\displaystyle (x-3)(x^{15}-22x^{13}+x^{12}+184x^{11}-26x^{10}-731x^{9}+199x^{8}+1383x^{7}-576x^{6}-1061x^{5}+561x^{4}+233x^{3}-151x^{2}+4x+4)^{2}}
{\displaystyle (x^{15}+3x^{14}-16x^{13}-50x^{12}+94x^{11}+310x^{10}-257x^{9}-893x^{8}+366x^{7}+1218x^{6}-347x^{5}-717x^{4}+236x^{3}+128x^{2}-56x+4)}.

## Вариации
Хотя граф Татта является исторически первым 3-регулярным негамильтоновым полиэдральным графом, он не является наименьшим из таковых. 
- В 1965 году Ледерберг (Lederberg) нашёл граф с 38 вершинами (граф Барнетта — Босака — Ледерберга)[4][5],
- В 1968 году Гринберг построил ещё несколько контрпримеров для гипотезы Тэйта — графы Гринберга с 42, 44 и 46 вершинами[6], а в 1974 году найдены ещё два таких графа (графы Фолкнера — Янгера) с 42 и 44 вершинами[7]. В 1988 году установлено, что существует в точности шесть негамильтоновых полиэдральных графов с 38 вершинами, имеющих нетривиальные сечения трёх рёбер, они образуются путём замены двух вершин пятиугольной призмы тем же фрагментом, что используется в примере Татта[8].